# Henry Burton
Henry Burton (* 2. Juni 1866 in Kapstadt, Kapkolonie; † 25. Dezember 1935 in London) war ein südafrikanischer Politiker, der mehrmals Minister in der Südafrikanischen Union war.

## Leben
Henry Burton besuchte das 1855 gegründete St. Andrew’s College in Grahamstown und erhielt 1892 seine Zulassung als Rechtsanwalt in Kimberley. Nach dem sogenannten „Jameson Raid“, der vom 29. Dezember 1895 bis 2. Januar 1896 in der Südafrikanischen Republik stattfand und zum Sieg der Buren führte, wurde er Unterstützer des Afrikanerbond. 1902 wurde er für den Afrikanerbond zum Mitglied des Legislativrates der Kapkolonie gewählt und unterstützte dort die Abwahl des Ersten Ministers Gordon Sprigg am 21. Februar 1904 wegen des Verfahrens zum Kriegsrecht und der Verluste im Zweiten Burenkrieg. Nachdem John Xavier Merriman von der Südafrikanischen Partei (South African Party) am 2. Februar 1908 neuer Erster Minister der Kapkolonie wurde, übernahm er in dessen Kabinett das Amt des Generalstaatsanwalts und bekleidete dieses bis zum 31. Mai 1910.
Nach der Gründung der Südafrikanischen Union am 31. Mai 1910 durch Vereinigung der vier britischen Kolonien Kapkolonie, Natal, der Oranjefluss-Kolonie und Transvaal-Kolonie wurde Henry Burton in das Kabinett von Premierminister Louis Botha berufen und fungierte zunächst zwischen 1910 und seiner Ablösung durch Barry Hertzog 1912 als Minister für Ureinwohnerangelegenheiten (Minister van naturellesake). Im Zuge einer Kabinettsumbildung wurde er anschließend 1912 Nachfolger von David Pieter de Villiers Graaff als Minister für Eisenbahnen und Häfen (Minister van Spoorweë en Hawens) und bekleidete dieses Amt auch in dem am 3. September 1919 angetretenen ersten Kabinett von Premierminister Jan Christiaan Smuts bis 1920, woraufhin Thomas Watt seine Nachfolge antrat. Er löste weiterhin 1916 David Pieter de Villiers Graaff als Finanzminister (Minister van Finansies) ab und hatte dieses Amt im Kabinett Botha bis zu seiner Ablösung durch Thomas Orr 1917 inne. Zuletzt wurde er 1920 im ersten Kabinett Smuts Nachfolger von Thomas Orr als Finanzminister und verblieb auf diesem Posten bis zum Ende der Amtszeit von Smuts am 30. Juni 1924, woraufhin Nicolaas Havenga neuer Finanzminister wurde. Er war zudem von 1910 bis 1924 Mitglied der Volksversammlung (Volksraad van Suid-Afrika).